# Госан (коммуна)
Госа́н (фр. и окс. Gaussan) — коммуна во Франции, находится в регионе Юг — Пиренеи. Департамент — Верхние Пиренеи. Входит в состав кантона Кастельно-Маньоак. Округ коммуны — Тарб.
Код INSEE коммуны — 65187.

## География

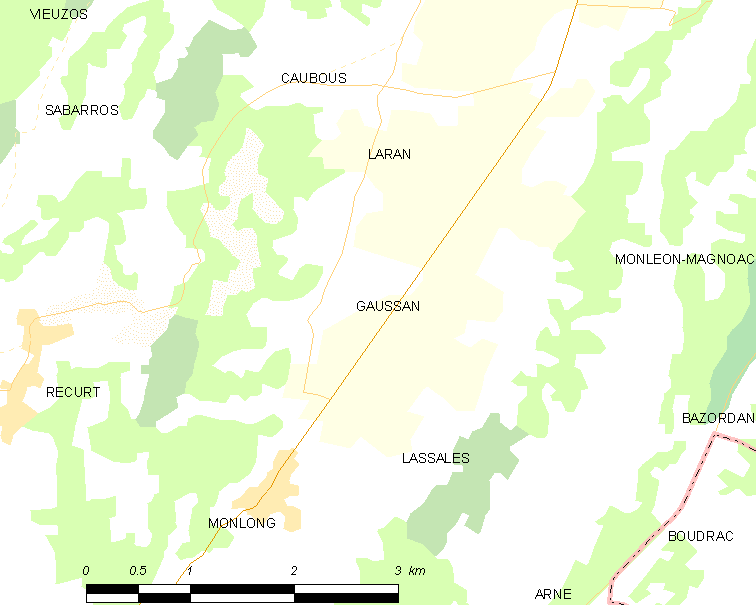
Карта коммуны

Коммуна расположена приблизительно в 650 км к югу от Парижа, в 90 км юго-западнее Тулузы, в 34 км к востоку от Тарба.
По территории коммуны протекает река Жер.

## Климат
Климат умеренно-океанический с солнечной тёплой погодой и обильными осадками на протяжении практически всего года.

## Население
Население коммуны на 2010 год составляло 111 человек.
| 1962 | 1968 | 1975 | 1982 | 1990 | 1999 | 2010 |
| ---- | ---- | ---- | ---- | ---- | ---- | ---- |
| 152  | 142  | 128  | 114  | 117  | 112  | 111  |

## Администрация
| Период | Период | Фамилия       | Партия | Примечания |
| ------ | ------ | ------------- | ------ | ---------- |
| 2001   | 2008   | Мариз Гласе   |        |            |
| 2008   | 2020   | Франсис Касте |        |            |

## Экономика
В 2010 году среди 67 человек трудоспособного возраста (15-64 лет) 46 были экономически активными, 21 — неактивными (показатель активности — 68,7 %, в 1999 году было 55,0 %). Из 46 активных жителей работали 42 человека (23 мужчины и 19 женщин), безработных было 4 (2 мужчин и 2 женщины). Среди 21 неактивных 4 человека были учениками или студентами, 10 — пенсионерами, 7 были неактивными по другим причинам.

## Достопримечательности
- Церковь Св. Петра